# 營商環境
營商環境是指一國政府為企業生產、運營和開展商業活動所提供的的制度環境和硬件設施、基礎設施環境。營商環境對一國或地區的經濟活力和創新能力具有重要影響。